# زالا كوب بلا

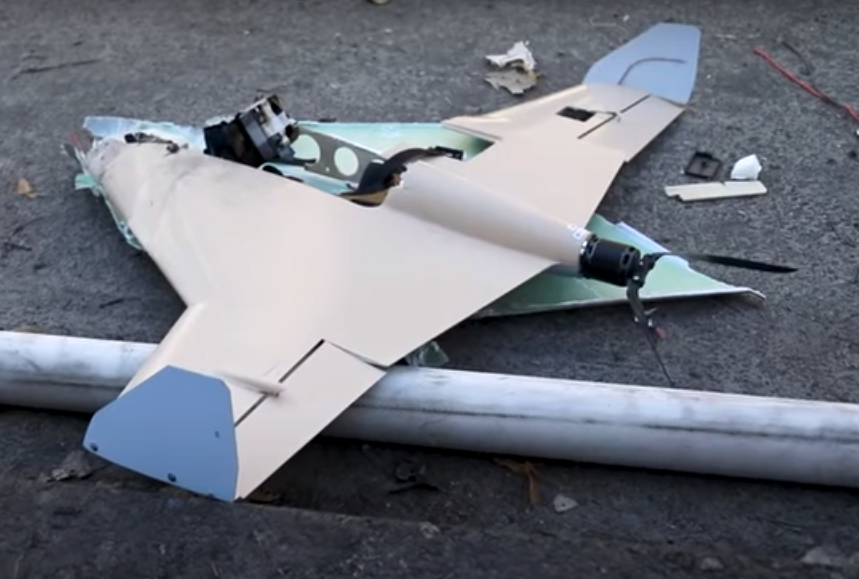
كوب بلا غير منفجرة سقطت في كييف ، 23. مارس 2022

كوب بلا ( (بالروسية: Куб-БЛА)‏ هي طائرة بدون طيار من نوع الذخيرة المتسكعة (طائرة بدون طيار انتحارية) مخصصة لمهاجمة الأهداف الأرضية. طُورت الطائرة بدون طيار في سنة 2019 من قبل الشركة الروسية المصنعة زالا للطيران.

## المعلومات التقنية
- باع الجناح : 1.2 متر.
- الطول: 0.95 م.
- الإرتفاع: 0.165 م.
- أقصى مدى: 40 كم.
- أقصى مدة طيران: 30 دقيقة.
- السرعة القصوى: 130 كلم / س.
- سرعة الانطلاق: 80 كم / ساعة.
- الرأس الحربي : 3 كجم من المتفجرات [1][2] وكرات معدنية كمادة مقدوفات [3]